# Stoa
Stoa (grčki: στοά) je u starogrčkoj arhitekturi dugačak trijem čija je samo prednja strana bila otvorena i raščlanjena stupovima u dorskom stilu, dok su ostale strane bile zatvorene. Stoe su podizane na trgovima i svetištima prvobitno kao zaštita od vremenskih nepogoda, a kasnije su služile kao mjesta za sastanak savjeta ili kao učionice. Postojali su i unutrašnji stupovi, rađeni u Jonskom stilu kako bi se dobilo na dubini. Stoe su mogle biti i višekatne. Najstarija stoa potječe iz 7. stoljeća pr. Kr., a nalazi se na Samosu u Herinom svetilištu.

## Vanjske poveznice
- Stoa na Hrvatskoj enciklopediji
- Stoa na Encyclopædiji Britannici